# Nationalratswahl in Österreich 1995
- SPÖ: 71
- GRÜNE: 9
- LIF: 10
- FPÖ: 41
- ÖVP: 52

- Regierung: 123
- Opposition: 60

Die Nationalratswahl am 17. Dezember 1995 war die 20. Nationalratswahl in der Geschichte Österreichs. Stärkste Partei wurde die SPÖ von Bundeskanzler Franz Vranitzky, die Stimmen und Mandate hinzugewinnen konnte. Den zweiten Platz belegte die ÖVP von Wolfgang Schüssel, die ebenfalls leichte Zugewinne verzeichnete.
Die FPÖ, welche das letzte Mal mit Jörg Haider als Spitzenkandidat zur Nationalratswahl antrat, verlor ein Mandat und kam auf den dritten Platz. Vierter wurde mit leichten Stimm- und Mandatsverlusten das Liberale Forum, das mit Heide Schmidt als Spitzenkandidatin antrat. Den fünften Platz belegte die Grüne Alternative mit Madeleine Petrovic, die nur knapp den Sprung über die Vier-Prozent-Hürde schaffte.

## Hintergrund
Nach dem Rücktritt Erhard Buseks wurde am 4. Mai 1995 Wolfgang Schüssel als Vizekanzler und Außenminister in der Bundesregierung Vranitzky IV angelobt. Wenige Monate später brach die SPÖ/ÖVP Regierungskoalition aufgrund der Uneinigkeit in Bezug auf das Budget für das nächste Jahr auseinander.
Dadurch musste bereits ein Jahr nach der letzten Nationalratswahl wieder gewählt werden. Die Nationalratswahl 1995 war die erste bundesweite Wahl seit dem EU-Beitritt Österreichs am 1. Jänner 1995.

### Rohrbomben-Attentat in Oberwart
Auch zwei Jahre nachdem die ersten Briefbomben detoniert waren, blieb der rechtsextreme Terror der „Bajuwarischen Befreiungsarmee“ politisches Tagesthema. Am 5. Februar 1995 wurden vier Roma, Peter Sarközi, Josef Simon sowie Karl und Erwin Horwath, in Oberwart durch eine Sprengfalle getötet. Die Rohrbombe war an einem Schild mit der Aufschrift „Roma zurück nach Indien“ angebracht. Beim Versuch, dieses Schild zu entfernen, explodierte der Sprengsatz.
Am folgenden Tag wurde in Stinatz ein Mitarbeiter der Müllabfuhr durch eine Sprengfalle an der Hand verletzt. Bis 1996 sollte es noch zu vier weiteren Briefbombenserien in Österreich kommen. Am 1. Oktober 1997 wurde der Steirer Franz Fuchs bei einer Verkehrskontrolle festgenommen. Im Zuge der Amtshandlung versuchte er, sich selbst in die Luft zu sprengen - erst dadurch wurde er mit den Briefbomben in Verbindung gebracht. Im März 1999 verurteilte ihn ein Österreichisches Gericht wegen fünffachen Mordes und mehrfacher schwerer Körperverletzung zu lebenslanger Haft.

### Anschlag in Ebergassing
Am 11. April 1995 versuchten Peter Konicek und Gregor Thaler, eine der zwei Hauptstromversorgungsleitungen für Wien durch die Sprengung des 380-kV-Hochspannungsmasten Nr. 383 in Ebergassing zu unterbrechen. Die Hochspannungsleitung ist Teil einer zentralen europäischen Atomstrom-Drehscheibe, gegen die sich der Anschlag von Ebergassing eigentlich richtete. Einer der Sprengsätze explodierte jedoch auf Grund der hohen Induktionsspannung frühzeitig und tötete die beiden Attentäter, ohne jedoch die Stromversorgung von Wien zu unterbrechen.
Die Tatsache, dass es sich bei den Attentätern um langjährige Aktivisten der linken Szene in Wien gehandelt hatte, versuchte vor allem die FPÖ politisch zu nutzen. Freiheitliche Politiker stellten den umweltpolitisch motivierten Anschlagsversuch in Ebergassing als gleichwertig mit dem fremdenfeindlichen Briefbombenterror dar, der zu diesem Zeitpunkt bereits vier Menschen das Leben gekostet und während der letzten Wochen die mediale Berichterstattung dominiert hatte. Zudem versuchte die FPÖ, den neuen Innenminister Caspar Einem (SPÖ) in die Nähe der Ebergassing-Attentäter bringen, indem sie eine Spende an die links-autonome Zeitschrift TATblatt als insgeheime Unterstützung der Täter interpretierte.

## Endergebnis
Wahlergebnis unter Berücksichtigung der Wiederholungswahl vom 13. Oktober 1996:
| Wahlberechtigte    | 5.768.099 |
| abgegebene Stimmen | 4.959.455 |
| Wahlbeteiligung    | 85,98 %   |
| ungültige Stimmen  | 115.282   |
| gültige Stimmen    | 4.844.173 |

| Wahlwerber                                           | Stimmen   | Anteil | Anteil  | Mandate | Mandate |
| Wahlwerber                                           | Stimmen   | 1995   | ±       | 1995    | ±       |
| ---------------------------------------------------- | --------- | ------ | ------- | ------- | ------- |
| Sozialdemokratische Partei Österreichs (SPÖ)         | 1.843.474 | 38,1 % | +3,2 %  | 71      | +6      |
| Österreichische Volkspartei (ÖVP)                    | 1.370.510 | 28,3 % | +0,6 %  | 52      | ±0      |
| Freiheitliche Partei Österreichs (FPÖ)               | 1.060.377 | 21,9 % | −0,6 %  | 41      | −1      |
| Liberales Forum (LIF)                                | 267.026   | 5,5 %  | −0,5 %  | 10      | −1      |
| Die Grünen – Die Grüne Alternative (GRÜNE)           | 233.208   | 4,8 %  | −2,5 %  | 9       | −4      |
| Bürgerinitiative Nein zur EU - Austritt jetzt (NEIN) | 53.176    | 1,1 %  | +0,2 %  | 0       | ±0      |
| Kommunistische Partei Österreichs (KPÖ)              | 13.938    | 0,29 % | +0,03 % | 0       | ±0      |
| Österreichische Naturgesetzpartei (ÖNP)              | 1.634     | 0,03 % | −0,1 %  | 0       | ±0      |
| Die Beste Partei – Reinhard Eberhart (DBP)           | 830       | 0,02 % | +0,01 % | 0       | ±0      |

n.k. = nicht kandidiert

## Ergebnisse in den Bundesländern
Hier werden die Ergebnisse in den Bundesländern aufgelistet.
| Partei | B    | K      | N    | O    | S    | St     | T    | V    | W    |
| ------ | ---- | ------ | ---- | ---- | ---- | ------ | ---- | ---- | ---- |
| SPÖ    | 44,6 | 40,8   | 37,9 | 38,1 | 32,6 | 39,7   | 27,3 | 22,9 | 44,0 |
| ÖVP    | 31,9 | 18,5   | 34,5 | 29,5 | 29,1 | 29,5   | 31,3 | 34,1 | 19,5 |
| FPÖ    | 16,9 | 32,7   | 17,3 | 21,6 | 25,4 | 21,2   | 27,0 | 27,4 | 20,1 |
| LIF    | 03,3 | 03,6   | 05,0 | 04,4 | 06,1 | 04,2   | 06,2 | 07,1 | 08,6 |
| GRÜNE  | 02,5 | 03,5   | 03,7 | 05,1 | 05,6 | 004,03 | 06,4 | 07,3 | 06,0 |
| NEIN   | 00,6 | 00,6   | 01,2 | 01,1 | 01,1 | 01,0   | 01,5 | 01,0 | 01,1 |
| KPÖ    | 00,1 | 000,20 | 00,3 | 00,2 | 00,2 | 00,4   | 00,3 | 00,2 | 00,4 |
| ÖNP    |      |        |      |      |      |        |      |      | 00,2 |
| DBP    |      | 000,24 |      |      |      |        |      |      |      |

## Folgen
| Parteien                            | Sitze |
| ----------------------------------- | ----- |
| Zweidrittelmehrheit (ab 122 Sitzen) |       |
| SPÖ, ÖVP                            | 123   |
| Absolute Mehrheit (ab 92 Sitzen)    |       |
| SPÖ, FPÖ                            | 112   |
| ÖVP, FPÖ                            | 93    |
| Sitze gesamt                        | 183   |

Nach der Wahl setzten SPÖ und ÖVP nach langen Sondierungsgesprächen die seit 1986 bestehende Große Koalition fort. Franz Vranitzky (SPÖ) blieb Bundeskanzler. Das Amt des Vizekanzlers bekleidete weiterhin Wolfgang Schüssel (ÖVP). Die Bundesregierung Vranitzky V nahm am 12. März 1996 ihre Tätigkeit auf. Nachdem die Große Koalition die für Verfassungsänderungen nötige Zweidrittelmehrheit bei der Nationalratswahl 1994 verloren hatte, erreichten SPÖ und ÖVP nun wieder mehr als 66,67 % der Nationalratsmandate.
Infolge des schlechten Wahlergebnisses ihrer Partei trat Madeleine Petrovic als Bundessprecherin der Grünen zurück. Ihr Nachfolger wurde Christoph Chorherr.
In derselben Wahlperiode übernahm am 28. Jänner 1997 die Bundesregierung Klima die Geschäfte.